# チャカR
チャカR（英語: Chukar-R）は、日本の陸上自衛隊が運用した無人偵察機。機体名にある「R」は「Reconnaissance（偵察）」の略。

## 概要
陸自および海上自衛隊へ導入されていたノースロップ（現ノースロップ・グラマン）開発のMQM-74C チャカII無人標的機を基に、無人偵察機として防衛庁（現防衛省）が独自に改造を加えた機体。詳細な開発経緯は明らかにされていない。
地上のレールから発進し、無線誘導によって操縦され偵察を行った後、搭載したパラシュートを用いて回収されるという運用法が取られていた。機首にカメラを収める撮影窓が備わっており、撮影する写真の解像度を重視した35 mmフィルムカメラと、無線データ・リンクを介して映像をリアルタイムで中継できるテレビカメラの2仕様が任務に応じて使い分けられていた。フィルムカメラの場合は、機体を回収した後に写真を現像する必要がある。
運用を担当したのは静内駐屯地に駐屯していた第101無人偵察機隊で、1989年（平成元年）3月の同隊の設立とともに運用が開始された。しかし、航続性能の低さや現像処理の手間といった難点が多かったことから運用は試用の範囲に留まり、生産数も2機のみに終わった。

## 諸元
出典：『軍用ドローン年鑑』 73頁。
- 全長：3.87 m
- 全幅：1.76 m
- 重量：215 kg
- エンジン：ターボジェット
- 航続時間：30分
- 乗員：0名